# Tetralicia ericae
Tetralicia ericae là một loài côn trùng cánh nửa trong họ Aleyrodidae, phân họ Aleyrodinae.
Tetralicia ericae được Harrison miêu tả khoa học đầu tiên năm 1917.